# A kínzás áldozatai támogatásának világnapja
A kínzás áldozatai támogatásának világnapja az ENSZ kínzás elleni egyezménye alapján létrejött nemzetközi világnap, melyet 1987. június 26-án tartottak meg először.
A kínzás elleni egyezmény kötelezi az aláíró 105 államot, hogy küzdjön a kínzások ellen, szüntesse meg a büntető és egyéb eljárásaiban a kínzás gyakorlatát, s az ezt elkövetőket büntesse meg, valamint hozzon létre központokat a kínzás áldozatainak rehabilitációjára.

## Az IRCT hálózat
Az IRCT (Kínzás Áldozatainak Nemzetközi Rehabilitációs és Kutató Tanácsa) hálózat célja, hogy támogatást és reményt adjon mindazoknak, akik kínzás áldozatai lettek. A hálózatba ma a világ minden részéről 136 központ csatlakozik. Egyes szervezetek fő tevékenysége az áldozatok rehabilitációja, míg más szervezetek számára ez egy szélesebb tevékenységi kör – például általános egészségügyi program vagy emberi jogi kezdeményezés – része. Sok szervezet tevékenységének integráns részét képezi a kínzás megelőzése is.

## Fordítás
- Ez a szócikk részben vagy egészben  az   International Day in Support of Victims of Torture című angol Wikipédia-szócikk fordításán alapul.  Az eredeti cikk szerkesztőit annak laptörténete sorolja fel. Ez a jelzés csupán a megfogalmazás eredetét és a szerzői jogokat jelzi, nem szolgál a cikkben szereplő információk forrásmegjelöléseként.